# Granjeiro
Granjeiro är en kommun i Brasilien.   Den ligger i delstaten Ceará, i den östra delen av landet, 1 400 km nordost om huvudstaden Brasília. Antalet invånare är 4 626.
Omgivningarna runt Granjeiro är huvudsakligen savann. Runt Granjeiro är det ganska glesbefolkat, med 45 invånare per kvadratkilometer.